# Parma, Ohio
Parma är en stad (city) i Cuyahoga County i Ohio och den största förorten till Cleveland. Vid 2010 års folkräkning hade Parma 81 601 invånare.